# Michael Möllinger
Michael Möllinger, né le 25 octobre 1980 à Titisee-Neustadt, est un sauteur à ski suisse, d'origine allemande. 

## Biographie
Möhlinger découvre le saut à ski à l'âge cinq ans et s'entraîne au club SC Hinterzarten.
Il fait ses débuts dans la Coupe du monde à l'occasion de la Tournée des quatre tremplins 1999-2000, à la manche d'Oberstdorf. En 2003, il émerge au niveau international, gagnant sa première manche de Coupe continentale à Braunlage pour finalement marquer ses premiers points dans la Coupe du monde à Planica (23e) en fin de saison. Cependant, l'entraînement allemand Wolfgang Steiert le met à l'écart de l'équipe nationale pour des problèmes de discipline. Möhlinger attribue cela du fait qu'il a ouvertement critiqué les pratiques de sous-nutrition dans le saut à ski et particulièrement en Allemagne (comme son coéquipier Frank Löffler).
Concourant initialement pour l'Allemagne, Michael Möllinger a concouru à partir de 2003 pour la Suisse (nationalité de sa mère) et change de club pour le SC Einsiedeln. Il a été champion de Suisse en 2004 et 2005. Rapidement dans l'élite, il obtient des résultats, comme sa huitième place à Courchevel sur le Grand Prix d'été 2004. En novembre 2004, il réalise ses meilleures performances dans la Coupe du monde à Lahti, y étant classé douzième et dixième. Deux mois plus tard, il prend part aux Championnats du monde à Oberstdorf, en Allemagne, sans pénétrer dans le top 30.
En 2006, il est sélectionné pour les Jeux olympiques de Turin, terminant deux fois treizième en individuel et septième par équipes.
En décembre 2007, il se déchire les ligaments croisés au niveau du genou droit, ce qui le contraint à arrêter sa carrière sportive en 2008, les dommages étant trop importants.

## Palmarès

### Jeux olympiques
| Épreuve / Édition | Turin 2006 |
| Petit tremplin    | 13e        |
| Grand tremplin    | 13e        |
| Par équipes       | 7e         |

### Championnats du monde
| Épreuve / Édition | Épreuve / Édition | Oberstdorf 2005 | Sapporo 2007 |
| Petit tremplin    | Petit tremplin    | 35e             | 40e          |
| Grand tremplin    | Grand tremplin    | 34e             |              |
| Par équipes       | PT                | 8e              |              |
| Par équipes       | GT                | 7e              | 7e           |

Légende : PT = petit tremplin, GT = grand tremplin

### Championnats du monde de vol à ski
| Épreuve / Édition | Kulm 2006 |
| Individuel        | 24e       |
| Par équipes       | 6e        |

### Coupe du monde
- Meilleur classement général : 26e en 2005.
- Meilleur résultat individuel : 10e.

#### Classements généraux
| Compet'/Année | Compet'/Année | Pays      | Classement général | Classement général |
| ------------- | ------------- | --------- | ------------------ | ------------------ |
| Compet'/Année | Compet'/Année | Pays      | Class.             | Points             |
| 2003          | 2003          | Allemagne | 71e                | 8                  |
| 2005          | 2005          | Suisse    | 26e                | 205                |
| 2006          | 2006          | Suisse    | 42e                | 50                 |
| 2007          | 2007          | Suisse    | 59e                | 28                 |

### Coupe continentale
- Meilleur classement général : 3e en 2003.
- 2 victoires.